# Oscar Niemeyers Museum
Oscar Niemeyers Museum (portugisisk: Museu Oscar Niemeyer) er et højmoderne museum i byen Curitiba, som er hovedstad i delstaten Paraná i Brasilien.
De to bygninger, der hører til museet, ligger på en 35.000 m² stor grund, hvor 19.000 m² er optaget af bygningerne.
Museet blev først indviet i 2002 under navnet Novo Museu, men blev herefter udvidet med større fokus på arkitekten og byplanlæggeren Oscar Niemeyer.
Navnet på det udvidede museum blev herefter ændret til Museu Oscar Niemeyer, og museet blev genindviet i sin nuværende form den 8. juli 2003.